# Motocross delle Nazioni 2010
Il Motocross delle Nazioni 2010 (conosciuto anche con i nomi Motocross des Nations, Motocross of Nations o MXDN), evento giunto alla sessantaquattresima edizione, si è disputato a Lakewood negli Stati Uniti nei giorni 25 e 26 settembre 2010. È stato vinto dalla squadra statunitense, davanti ai team belga e tedesco.

## Gare

### Gara 1 (MX1 & MX2)
| Pos. | Pilota            | Moto     | Tempo   |
| ---- | ----------------- | -------- | ------- |
| 1    | Ryan Dungey       | Suzuki   | 35'56"  |
| 2    | Antonio Cairoli   | KTM      | a 5"    |
| 3    | Brett Metcalfe    | Honda    | a 22"   |
| 4    | Jonathan Barragan | Kawasaki | a 25"   |
| 5    | Gautier Paulin    | Yamaha   | a 32"   |
| 6    | Ken Roczen        | Suzuki   | a 39"   |
| 7    | Steve Ramon       | Suzuki   | a 43"   |
| 8    | Dean Wilson       | Kawasaki | a 47"   |
| 9    | Rui Gonçalves     | KTM      | a 1'15" |
| 10   | Tanel Leok        | Honda    | a 1'22" |

### Gara 2 (MX2 & Open)
| Pos. | Pilota              | Moto     | Tempo   |
| ---- | ------------------- | -------- | ------- |
| 1    | Benjamin Townley    | Honda    | 36'11"  |
| 2    | Kyle Regal          | Honda    | a 6"    |
| 3    | Ken Roczen          | Suzuki   | a 7"    |
| 4    | Clement Desalle     | Suzuki   | a 30"   |
| 5    | Maximilian Nagl     | KTM      | a 37"   |
| 6    | Dean Wilson         | Kawasaki | a 41"   |
| 7    | Trey Canard         | Honda    | a 56"   |
| 8    | Brad Anderson       | Honda    | a 58"   |
| 9    | Manuel Monni        | Yamaha   | a 1'20" |
| 10   | Jeremy van Horebeek | Kawasaki | a 1'25" |

### Gara 3 (MX1 & Open)
| Pos. | Pilota          | Moto     | Tempo   |
| ---- | --------------- | -------- | ------- |
| 1    | Ryan Dungey     | Suzuki   | 36'41"  |
| 2    | Andrew Short    | Honda    | a 10"   |
| 3    | Clement Desalle | Suzuki   | a 17"   |
| 4    | Antonio Cairoli | KTM      | a 22"   |
| 5    | Brett Metcalfe  | Honda    | a 27"   |
| 6    | Steve Ramon     | Suzuki   | a 29"   |
| 7    | Xavier Boog     | Kawasaki | a 31"   |
| 8    | Arnaud Tonus    | Suzuki   | a 33"   |
| 9    | Gautier Paulin  | Yamaha   | a 58"   |
| 10   | Jay Marmont     | Yamaha   | a 1'05" |

## Classifica finale
| Pos. | Selezione Nazionale | Pilota              | Moto     | Classe | Gara 1 | Gara 2 | Gara 3 | Punti |
| ---- | ------------------- | ------------------- | -------- | ------ | ------ | ------ | ------ | ----- |
| 1    | Stati Uniti         | Ryan Dungey         | Suzuki   | MX1    | 1      |        | 1      | 23    |
| 1    | Stati Uniti         | Trey Canard         | Honda    | MX2    | 12     | 7      |        | 23    |
| 1    | Stati Uniti         | Andrew Short        | Honda    | Open   |        | 13     | 2      | 23    |
| 2    | Belgio              | Steve Ramon         | Suzuki   | MX1    | 7      |        | 6      | 30    |
| 2    | Belgio              | Jeremy van Horebeek | Kawasaki | MX2    | 13     | 10     |        | 30    |
| 2    | Belgio              | Clement Desalle     | Suzuki   | Open   |        | 4      | 3      | 30    |
| 3    | Germania            | Marcus Schiffer     | Suzuki   | MX1    | 14     |        | 16     | 44    |
| 3    | Germania            | Ken Roczen          | Suzuki   | MX2    | 6      | 3      |        | 44    |
| 3    | Germania            | Maximilian Nagl     | KTM      | Open   |        | 5      | 39     | 44    |
| 4    | Regno Unito         | Jake Nicholls       | KTM      | MX1    | 37     |        | 12     | 45    |
| 4    | Regno Unito         | Dean Wilson         | Kawasaki | MX2    | 8      | 6      |        | 45    |
| 4    | Regno Unito         | Brad Anderson       | Honda    | Open   |        | 8      | 11     | 45    |
| 5    | Italia              | Antonio Cairoli     | KTM      | MX1    | 2      |        | 4      | 50    |
| 5    | Italia              | Alessandro Lupino   | Yamaha   | MX2    | 20     | 25     |        | 50    |
| 5    | Italia              | Manuel Monni        | Yamaha   | Open   |        | 9      | 15     | 50    |
| 6    | Australia           | Brett Metcalfe      | Honda    | MX1    | 3      |        | 5      | 54    |
| 6    | Australia           | Dean Ferris         | Honda    | MX2    | 18     | 27     |        | 54    |
| 6    | Australia           | Jay Marmont         | Yamaha   | Open   |        | 18     | 10     | 54    |
| 7    | Francia             | Gautier Paulin      | Yamaha   | MX1    | 5      |        | 9      | 71    |
| 7    | Francia             | Marvin Musquin      | KTM      | MX2    | 39     | 40     |        | 71    |
| 7    | Francia             | Xavier Boog         | Kawasaki | Open   |        | 11     | 7      | 71    |
| 8    | Nuova Zelanda       | Joshua Coppins      | Aprilia  | MX1    | 11     |        | 14     | 90    |
| 8    | Nuova Zelanda       | Brad Groombridge    | Honda    | MX2    | 29     | 36     |        | 90    |
| 8    | Nuova Zelanda       | Benjamin Townley    | Honda    | Open   |        | 1      | 35     | 90    |
| 9    | Portogallo          | Rui Gonçalves       | KTM      | MX1    | 9      |        | 13     | 94    |
| 9    | Portogallo          | Hugo Basaula        | Suzuki   | MX2    | 31     | 29     |        | 94    |
| 9    | Portogallo          | Luís Correia        | Yamaha   | Open   |        | 22     | 21     | 94    |
| 10   | Porto Rico          | Christian Ruiz      | Honda    | MX1    | 36     |        | 32     | 99    |
| 10   | Porto Rico          | Zachary Osborne     | Yamaha   | MX2    | 15     | 14     |        | 99    |
| 10   | Porto Rico          | Kyle Regal          | Honda    | Open   |        | 2      | 36     | 99    |